# آگیوس استفانوس (آتیکا)
آگیوس استفانوس (به لاتین: Agios Stefanos) یک شهرک در یونان است که در شهرداری دیونیسوس واقع شده‌است.